# 비디오 포 윈도우
비디오 포 윈도우(Video for Windows, VfW)는 동영상 압축 관리자(VCM)라고도 하며, 마이크로소프트 윈도우가 디지털 비디오를 재생하게끔 하는 마이크로소프트가 개발한 멀티미디어 프레임워크였다.

## 소프트웨어 제품군
- 미디어 플레이어
- VidCap
- VidEdit
- BitEdit
- PalEdit
- WaveEdit

## 버전 흐름
| 공개일      | 버전                  | 알림                                                                      |
| ----------- | --------------------- | ------------------------------------------------------------------------- |
| 1992년 11월 | 비디오 포 윈도우 1.0  | 첫 공식 버전. 마이크로소프트의 RLE 및 비디오1 코덱 포함.                  |
|             | 비디오 포 윈도우 1.1  | 시네팩 코덱 추가                                                          |
|             | 비디오 포 윈도우 1.1a |                                                                           |
|             | 비디오 포 윈도우 1.1b |                                                                           |
|             | 비디오 포 윈도우 1.1c |                                                                           |
|             | 비디오 포 윈도우 1.1d | 인디오 3.2 포함 (애플 퀵 타임 포 윈도우의 소스 코드에 이미 포함되어 있음) |
| 1995년 3월  | 비디오 포 윈도우 1.1e | 윈도우 3.1x를 지원하는 마지막 버전                                        |
| 1995년 8월  | 비디오 포 윈도우 95   | 윈도우 95에 이미 들어 있음                                                |
| 1996년 7월  | 비디오 포 윈도우 NT   | 윈도우 NT 4.0에 포함된 32 비트 버전                                       |
| 1996년 7월  | 액티브무비 1.0        | 비디오 포 윈도의 뒤를 이음. MPEG-1과 퀵타임 파일 포맷에 대한 지원 추가.   |
| 1997년 3월  | 다이렉트쇼 1.0        |                                                                           |

## 예제
아래의 원시 코드는 비디오 포 윈도에 쓰이는 비디오 코덱의 윤곽을 보여 준다:
```
#include
 
<vfw.h>

…

LRESULT
 
WINAPI
 
DriverProc
(

	
DWORD
 
dwDriverId
,

	
HDRVR
 
hdrvr
,

	
UINT
 
msg
,

	
LONG
 
lParam1
,

	
LONG
 
lParam2
)

{

	
switch
(
msg
)

	
{

…

		
case
 
ICM_COMPRESS
:

			
// 프레임 압축

			
return
 
Compress
((
ICCOMPRESS
*
)
lParam1
,
 
(
DWORD
)
lParam2
);

…

		
case
 
ICM_DECOMPRESS
:

			
// 프레임 압축 해제

			
return
 
Decompress
((
ICDECOMPRESS
*
)
lParam1
,
 
(
DWORD
)
lParam2
);

…

	
}

}

…

```

## 같이 보기
- 퀵타임
- 비디오 포 리눅스